# La condanna (film 1991)
La condanna è un film del 1991 diretto da Marco Bellocchio con Vittorio Mezzogiorno.  Vincitore dell'Orso d'argento al Festival di Berlino 1991.

## Trama
Durante una visita al museo della Villa Farnese di Caprarola, la studentessa Sandra si smarrisce, rimanendo chiusa dentro il labirintico palazzo. Mentre scende la sera si sofferma a guardare un quadro di Leonardo da Vinci, "La Madonna Litta". Alle sue spalle si avvicina uno sconosciuto, che si rivelerà poi essere l'architetto Lorenzo Colajanni. L'uomo raggiunge Sandra, fuggita in una cisterna, poi ritornano nelle varie sale: lui l'aggredisce, lei fugge, e infine gli si offre nuda sul letto a baldacchino nella stessa posa della Maja desnuda di Goya. Lui la possiede non senza averle fatto prima un lungo discorso sulla bellezza alla quale bisogna infondere il movimento e la vita: "Io ti amo, poi distruggerò il quadro di Goya: poi tu mi farai a pezzi come si fanno a pezzi le statue". Il mattino dopo entrambi si sveglieranno nel palazzo, dal quale Lorenzo propone di uscire, essendo in possesso delle chiavi. Ciò verrà percepito da Sandra come un raggiro, e la spingerà a sporgere denuncia contro di lui. Nell'aula di un tribunale l'architetto Colajanni viene accusato di sequestro di persona e stupro, tuttavia lui nega. Alla fine la ragazza cederà ammettendo di essersi in ultima istanza concessa di sua volontà allo sconosciuto. Il pubblico ministero Malatesta, ottenuta la condanna di Colajanni, entra in una crisi matrimoniale con la moglie, la quale lo accusa di non soddisfarla sessualmente. Finisce così in un turbine di confusione, dopo una serie di confronti con Sandra, la quale gli lancerà una torta in faccia in segno di disprezzo, e con l'ormai condannato Lorenzo. Trovandosi sedotto e provocato da una contadina intenta alla mietitura, Malatesta rifiuta vigorosamente ogni avance, ripensando e appellandosi alla violenza dalla quale ha difeso la giovane Sandra. La moglie, Monica, dopo averlo lasciato, decide di tornare da lui, ritrovandosi però nella stessa noia quotidiana di prima, a cui ora aggiunge un vero disprezzo verso l'uomo. La vita di Malatesta ne esce irrimediabilmente stravolta.

## Produzione
Il film è stato girato in esterni a Caprarola (VT) a Palazzo Farnese e in studio a Roma nell'estate del 1990.

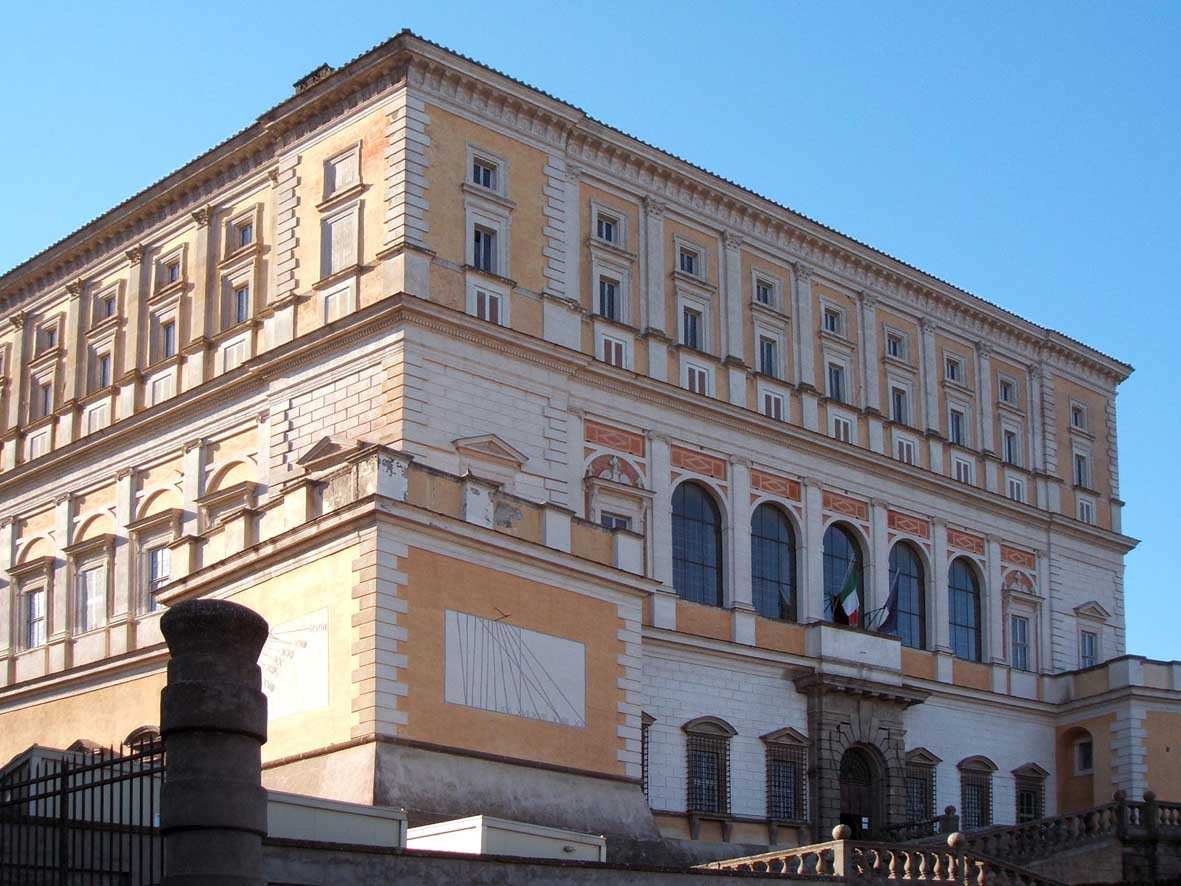
Palazzo Farnese a Caprarola (VT), luogo delle riprese

## Riconoscimenti
1991 - Festival di Berlino
- Orso d'argento, gran premio della giuria

## Critica
La condanna è stato al centro di aspre polemiche sui giornali, che arrivarono fino alla condanna mediatica di apologia di stupro. In difesa del film intervennero sia il regista, Marco Bellocchio, che l'autore del soggetto e della sceneggiatura, Massimo Fagioli.
Chiara Tognolotti, in occasione del Premio Fiesole ai maestri del cinema dell'estate 2000, nella scheda dedicata al film ha scritto che con La condanna Bellocchio «torna al genere del film pamphlet che aveva già affrontato anni prima, con Sbatti il mostro in prima pagina». Come il caso  di cronaca nera riguardante l'omicidio di Milena Sutter servì a «dare una lettura complessiva di quella politica e di quella società, (...) la violenza subita dalla studentessa della Condanna è il pretesto per un'indagine sulla complessità dei rapporti tra uomo e donna, tra sottomissione e violenza, libertà e costrizione».
Lietta Tornabuoni a suo tempo riportò citandola la tesi di Bellocchio e Fagioli definendola per altro «discutibile e rischiosa»: «(...) se ogni violenza sulle donne dev'essere duramente condannata dalla legge, il "violentatore" non è in realtà un violentatore, ma anzi l'uomo "ideale" che ogni donna nel suo intimo cerca, l'uomo che non distrugge l'identità di una donna, ma suscitandone il desiderio non lo delude e perciò le permette di "nascere", di potenziare la propria identità». La scrittrice è critica rispetto alla collaborazione tra Fagioli e Bellocchio valutando il film, che definisce a tesi, «un'illustrazione troppo semplificata per il pubblico colto e troppo lambiccata per il pubblico incolto, senza che la materia ideologica sia filtrata dalla narrazione».